# Peadar Lamb
Peadar Lamb (* 24. Dezember 1929 in Carraroe, County Galway, Irland; † 1. September 2017 in Glenageary, County Dún Laoghaire-Rathdown, Irland) war ein irischer Schauspieler in Theater, Film und Fernsehen.

## Leben und Karriere
Peadar Lamb wurde Ende Dezember 1929 in Carraroe im irischen Co Galway als Sohn von Charles Lamb, einem bekannten Maler, geboren. Dort wuchs er auch auf und wurde am Abbey Theatre ausgebildet, bevor er 1954 erstmals auf der Bühne auftrat. Lamb qualifizierte sich als Grundschullehrer, bevor er später Vollzeitschauspieler wurde und neben seiner eigenen Darstellerlaufbahn junge Schauspieler an seiner Alma Mater, der Abbey School of Acting, unterrichtete. Ende der 1960er Jahre spielte er am Theater unter anderem in Dion Boucicaults Stück The Shaughraun in einer Produktion des Abbey Theatre of Ireland am Aldwych Theatre in London, England, mit Schauspielern wie Cyril Cusack, Donal McCann, Des Cave, Fidelma Murphy, Brid Lynch oder Maire O’Neill zusammen. Hugh Hunt war der Regisseur. Darüber hinaus sah man ihn über die Jahrzehnte hinweg in zahlreichen anderen Bühnenstücken.
Im Kino trat Peadar Lamb zwischen 1959 und 2007 in über 15 Filmen als Schauspieler in Erscheinung, unter anderem in der 1964 gedrehten Komödie Never Put It in Writing von Regisseur Andrew L. Stone an der Seite von Pat Boone und Milo O’Shea, 1965 in der Horrorkomödie In den Fängen der schwarzen Spinne mit Shirley Jones Stella Stevens und Honor Blackman. Unter der Regie von Kevin Billington spielte er 1984 in dem romantischen Drama Verletzte Gefühle neben Gabriel Byrne, Donal McCann und Fionnula Flanagan die Rolle des Doktors. In den 1990er Jahren sah man ihn in Filmen wie Dezemberbraut mit Donal McCann, Saskia Reeves und Ciarán Hinds, Das Feld mit Richard Harris und Sean Bean in den Hauptrollen, Tote Gleise mit Julie Christie und Donald Sutherland, In einem fernen Land mit Tom Cruise und Nicole Kidman, The Bishop's Story oder This Is My Father mit Aidan Quinn und James Caan. In den 2000er Jahren folgten Auftritte in Kinoproduktionen wie Bloom mit Stephen Rea in der Titelrolle, Man About Dog, Secret of the Cave oder Graveyard Clay. 
Zu Beginn der 1970er Jahre hatte sich Lamb auch dem Fernsehen zugewandt und spielte dort zwischen 1971 und 2015 in Fernsehfilmen und Episoden von Serien wie The Burke Enigma, Mystic Knights – Die Legende von Tir Na Nog, Ros na Rún, oder Au Schwarte!.
Peadar Lamb verstarb am 1. September 2017 im County Dublin im Alter von 87 Jahren. Seit 1965 bis zu seinem Tod war er mit der irischen Schauspielerin Geraldine Plunkett verheiratet.

## Filmografie (Auswahl)

### Kino
- 1959: This Other Eden
- 1962: Im Namen des Teufels (The Devil's Agent)
- 1964: Never Put It in Writing
- 1965: In den Fängen der schwarzen Spinne (The Secret of my Success)
- 1967: Tolldreiste Kerle in rasselnden Raketen (Jules Verne’s Rocket to the Moon)
- 1971: Manfred von Richthofen – Der Rote Baron (Von Richthofen and Brown)
- 1984: Verletzte Gefühle (Reflections)
- 1987: Budawanny
- 1990: Dezemberbraut (December Bride)
- 1990: Das Feld (The Field)
- 1992: Tote Gleise (The Railway Station Man)
- 1992: In einem fernen Land (Far and Away)
- 1994: The Bishop's Story
- 1998: This Is My Father
- 2003: Bloom
- 2004: Man About Dog
- 2006: Secret of the Cave
- 2007: Graveyard Clay

### Fernsehen
- 1971: Andorra (Fernsehfilm)
- 1978: The Burke Enigma (Fernsehserie, 1 Episode)
- 1979: The Flame Is Love (Fernsehfilm)
- 1979: Play for Today (Fernsehserie, 1 Episode)
- 1979–1983: Thursday Play Date (Fernsehserie, 3 Episoden)
- 1981: Men of Consequence (Fernsehfilm)
- 1984: Painted Out (Fernsehfilm)
- 1985: The Price (Fernsehminiserie, 5 Episoden)
- 1986/1996: Screen Two (Fernsehserie, 2 Episoden)
- 1989: Geheimbund der Rose (Brotherhood of the Rose, Fernsehminiserie, 1 Episode)
- 1990: Shoot to Kill (Fernsehfilm)
- 1990: The Lilac Bus (Fernsehfilm)
- 1991: The Treaty (Fernsehfilm)
- 1998: Father Ted (Fernsehserie, 1 Episode)
- 1998: The Wonderful World of Disney (Fernsehserie, 1 Episode)
- 1998–1999: Mystic Knights – Die Legende von Tir Na Nog (Fernsehserie, 41 Episoden)
- 1999–2000: Ros na Rún (Fernsehserie, 15 Episoden)
- 2000: My Hero (Fernsehserie, 1 Episode)
- 2000: Yesterday's Children (Fernsehfilm)
- 2001: Custer's Last Stand Up (Fernsehserie, 1 Episode)
- 2002: Bobbie's Girl (Fernsehfilm)
- 2003–2007: Au Schwarte! (Jakers! The Adventures of Piggley Winks, Fernsehserie, 54 Episoden)
- 2004: Killinaskully (Fernsehserie, 1 Episode)
- 2015: No Offence (Fernsehserie, 1 Episode)

### Kurzfilme
- 1991: Tick Tock
- 1992: Heaven Only Knows
- 1993: The Barber Shop
- 2001: Tubberware
- 2007: An Teanga